# Sándor Szurmay
Sándor Szurmay (n. 19 decembrie 1860, Bocșa, România – d. 26 februarie 1945, Budapesta, Regatul Ungariei) a fost un înalt ofițer al armatei austro-ungare, ministru maghiar al apărării între 1917-1918.
În august 1917 a fost decorat cu Ordinul Maria Terezia.
1. ↑   https://library.hungaricana.hu/hu/view/BFLV_bn_25_07_1999_3_2/?pg=286&layout=s Lipsește sau este vid: |title= (ajutor)